# 伯耶·塔珀
伯耶·塔珀（瑞典語：Börje Tapper，1922年5月19日—1981年4月8日），生于马尔默，瑞典男子足球运动员，司职中场，1945年完成国家队首秀。他曾代表瑞典国家队参加1950年国际足联世界杯，获得季军。